# Сантіно Куаранта
Сантіно Куаранта (англ. Santino Quaranta; нар. 14 жовтня 1984, Балтимор, США) — колишній американський футболіст, захисник. Відомий за виступами за «Ді Сі Юнайтед» і збірну США.

## Клубна кар'єра
Куаранта розпочав футбольну кар'єру, виступаючи за футбольну команду школи архієпископа Керлі. Після закінчення навчання він виступав за IMG Soccer Academy та юнацьку збірну США.
У 2001 році на Драфті Сантіно був обраний командою MLS «Ді Сі Юнайтед». Куаранта дебютував за клуб у віці 16 років і побив рекорд Боббі Конві, ставши наймолодшим футболістом Ліги, який коли-небудь виходив на поле, пізніше його досягнення було побито Фреді Аду. Незважаючи на яскравий дебют протягом всього періоду виступів за «Юнайтед» його мучили травми. У 2004 році Сантіно виграв Кубок MLS. У 2005 році Куаранта повернувся в стрій і в 18 матчах забив 5 м'ячів і зробив 5 гольових передач.
У серпні 2006 року він був проданий в «Лос-Анджелес Гелаксі». У своєму першому матчі проти «Х'юстон Динамо» Куаранта забив гол. Через рік на драфті Сантіно знову змінив команду, ставши гравцем «Нью-Йорк Ред Буллз». За новий клуб він провів всього три гри і покинув команду після закінчення сезону через високу конкуренцію.
У 2008 році футболіст повернувся в «Ді Сі Юнайтед», в цьому ж році він допоміг клубу виграти Кубок Ламара Ганта. Після закінчення сезону 2011 року Сантіно не отримав пропозиції про продовження контракту і вирішив завершити кар'єру.

## Міжнародна кар'єра
7 липня 2005 року в матчі Золотого кубка КОНКАКАФ проти збірної Куби Куаранта дебютував за збірну США. На турнірі він також зіграв у поєдинках проти збірних Панами, Ямайки і завоював трофей.
У 2009 році Сантіно вдруге взяв участь у розіграші Золотого кубка. Він зіграв у двох поєдинках проти збірної Гондурасу, в одному з яких забив свій перший та єдиний гол за національну команду, а також проти Мексики і Гаїті. На цей раз Куаранта став срібним призером.

### Голи за збірну США
| # | Дата         | Місце                       | Суперник | Рахунок | Результат | Змагання                    |
| - | ------------ | --------------------------- | -------- | ------- | --------- | --------------------------- |
| 1 | 7 липня 2009 | РФК Стедіум, Вашингтон, США | Гондурас | 1:0     | 2:0       | Золотий кубок КОНКАКАФ 2009 |

## Досягнення
Клубні
 «Ді Сі Юнайтед»
- Володар Кубку MLS: 2004
- Володар Кубка Ламара Ганта: 2008

Міжнародні
 США
- Володар Золотого кубку КОНКАКАФ: 2005
- Фіналіст Золотого кубку КОНКАКАФ: 2009